# Жиндо 2-е
Жиндо́ 2-е (рос. Жиндо 2-е) — село у складі Красночикойського району Забайкальського краю, Росія. Входить до складу Жиндойського сільського поселення.

## Населення
Населення — 177 осіб (2010; 162 у 2002).
Національний склад (станом на 2002 рік):
- росіяни — 98 %